# Anonymous (grup)
Els Anonymous van ser un grup d'Andorra d'estil Punk Rock californià format el 2004 a Andorra la Vella. La banda va tenir molt èxit al país, sobretot arran de la participació en el Festival d'Eurovisió de 2007. Gràcies a això, els Anonymous van donar-se a conèixer a Catalunya.
L'any 2009 van treure un EP amb algunes noves cançons.

## Eurovisió
Els Anonymous van representar Ràdio i Televisió d'Andorra a Eurovisió amb la cançó "Salvem El Món", després que l'ens públic els escollís mitjançant una selecció interna. Finalment, malgrat la gran expectació que la participació andorrana va aixecar al festival celebrat a Hèlsinki, els Anonymous no van aconseguir passar a la final del concurs però han estat els participants andorrans amb la classificació més alta al certamen.
El fet que Andorra, juntament amb altres països com Suïssa o Polònia, no es classifiqués a la final del certamen va fer aixecar malestar entre els seguidors de l'esdeveniment, posant de manifest el fet que el vot veïnal dels països de l'est els havia impedit el pas a la final. Tant és així, que durant la final del certamen es va veure onejar entre el públic una pancarta amb el lema "Where is Andorra?" ("On és Andorra?").
En acabar-se la semifinal es va desvelar que Andorra va assolir la 12a posició en rebre una puntuació de 80 punts: 4 de Belarús, 2 de Croàcia, 7 de la República Txeca, 5 d'Estònia, 5 de Finlàndia, 1 de l'Antiga República Iugoslava de Macedònia, 4 de Grècia, 6 d'Islàndia, 4 d'Irlanda, 2 d'Israel, 2 de Lituània, 2 de Noruega, 6 de Polònia, 6 de Portugal, 4 de Rússia, 4 d'Eslovènia, 12 d'Espanya, 2 de Suècia i 2 punts de Turquia. Finalment, Andorra es va quedar a 12 punts del pas a la final, darrere de Portugal.
Els Anonymous han sigut els únics d'entre els altres 2 participants d'Andorra a Eurovisió que han tret un single (Marta Roure el 2004 i Jenny el 2006) que han aconseguit tornar a entrar a la llista dels singles més venuts un cop celebrat el Festival. Van tornar a entrar a la llista la 23a setmana de l'any 2007 a la posició 19. Finalment, la setmana 24, van tornar a sortir de la llista.

## Discografia
- "Salvem el món - Let's save the world" (Single) — #3 Espanya (17a setmana 2007)
- "Salvem el món - Let's save the world" (Single) — #7 Espanya (18a setmana 2007)
- "Salvem el món - Let's save the world" (Single) — Fora de la llista (19a setmana 2007)
- "Salvem el món - Let's save the world" (Single) — Fora de la llista (20a setmana 2007)
- "Salvem el món - Let's save the world" (Single) — Fora de la llista (21a setmana 2007)
- "Salvem el món - Let's save the world" (Single) — Fora de la llista (22a setmana 2007)
- "Salvem el món - Let's save the world" (Single) — #19 Espanya (23a setmana 2007)
- "Salvem el món - Let's save the world" (Single) — Fora de la llista (24a setmana 2007)